# Gus Williams
Pour les articles homonymes, voir Williams.
Gus Williams, né le 10 octobre 1953 à Mount Vernon (New York) et mort le 15 janvier 2025, est un  joueur américain de basket-ball entre 1975 et 1987.

## Biographie
Gus Williams joue à l'université de Californie du Sud et est sélectionné au deuxième tour de la draft 1975 par les Warriors de Golden State et est nommé dans la NBA All-Rookie Team. Il évolue également avec les SuperSonics de Seattle, les Bullets de Washington et les Hawks d'Atlanta.
Avec Seattle, il participe à deux reprises au NBA All-Star Game et est nommé dans la All-NBA First Team en 1982 et dans la All-NBA Second Team en 1980. Williams, dont le style de jeu lui confère le surnom de Wizard  (« le magicien »), mène les Sonics au titre de champion NBA 1979 en marquant 28,6 points par match. Il termine sa carrière avec une moyenne de 17,1 points par match en douze saisons (de 1975 à 1987. En 2004, son maillot, le n°1 a été retiré par les Supersonics de Seattle.
Son petit frère, Ray Williams, joue également en NBA.
Gus Williams meurt le 15 janvier 2025 à l'âge de 71 ans.

## Pour approfondir
- Liste des meilleurs marqueurs en NBA en carrière.
- Liste des meilleurs intercepteurs en NBA en carrière.
- Liste des joueurs de NBA avec 9 interceptions et plus sur un match.